# Rio Pendotiba
O Rio Pendotiba é um rio brasileiro que banha o estado do Rio de Janeiro.
É afluente do rio Maria Paula.